# Pseudorhombus russellii
Pseudorhombus russellii är en fiskart som först beskrevs av Gray, 1834.  Pseudorhombus russellii ingår i släktet Pseudorhombus och familjen Paralichthyidae. Inga underarter finns listade i Catalogue of Life.